# Due Vite
"Due vite" é uma canção gravada pelo cantor e compositor italiano Marco Mengoni para seu 8.º álbum de estúdio Materia (Prisma) (2023). É o primeiro single e faixa de abertura do álbum, lançado pela Sony Music a 8 de fevereiro de 2023. A música foi escrita por Mengoni com Davide Petrella e Davide Simonetta. Simonetta também produziu a faixa junto com EDD. A música foi a inscrição vencedora de Mengoni para o Festival de Música de Sanremo de 2023, a 73.ª edição do festival musical italiano, que também foi a seleção da canção italiana para o Festival Eurovisão da Canção de 2023. Terminou em 4.º lugar na final da Eurovisão com 350 pontos. Antes do concurso, «Due Vite» tinha alcançado o 1.º lugar nas paradas de Itália.